# 광대수염
광대수염(--鬚髥)은 꿀풀과에 속한 여러해살이풀이다.

## 생태
한국에서는 전국 산지의 약간 그늘진 곳에서 자란다. 높이는 30~60센티미터이다. 줄기는 네모지고, 털이 조금 있다. 잎은 마주나며, 잎자루가 있고, 난형이며 끝이 뾰족하다. 밑은 둥글거나 심장형, 길이 5~10센티미터, 너비 3~8센티미터, 가장자리에 톱니가 있다. 양 면에는 털이 드문드문 있고, 주름이 진다. 꽃은 흰색, 연한 홍자색, 잎겨드랑이에 5-6송이씩 돌려 난 것처럼 붙는다. 꽃받침은 길이 13~18밀리미터, 끝이 뾰족하고, 가장자리에 털이 있다. 화관은 상순 꽃잎이 투구 모양이고 흰 털이 있다. 아랫입술 꽃잎은 밑으로 퍼지고, 양쪽 갈래에 선상의 부수체가 있다. 열매는 소견과, 3개의 능선이 있고, 길이 3밀리미터 가량이다.

## 쓰임새
어린순은 식용하며 꽃은 약용한다.

## 사진

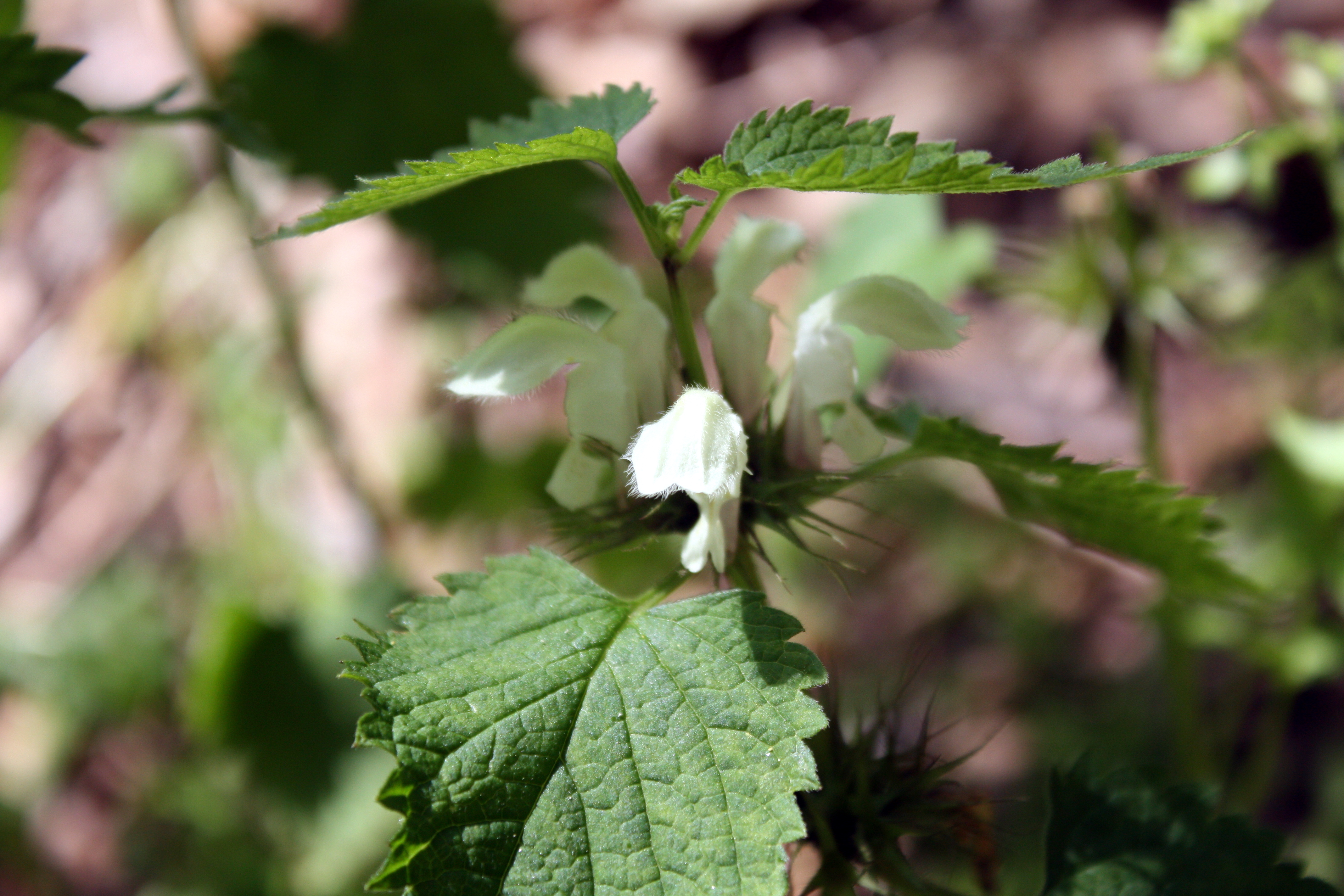
꽃
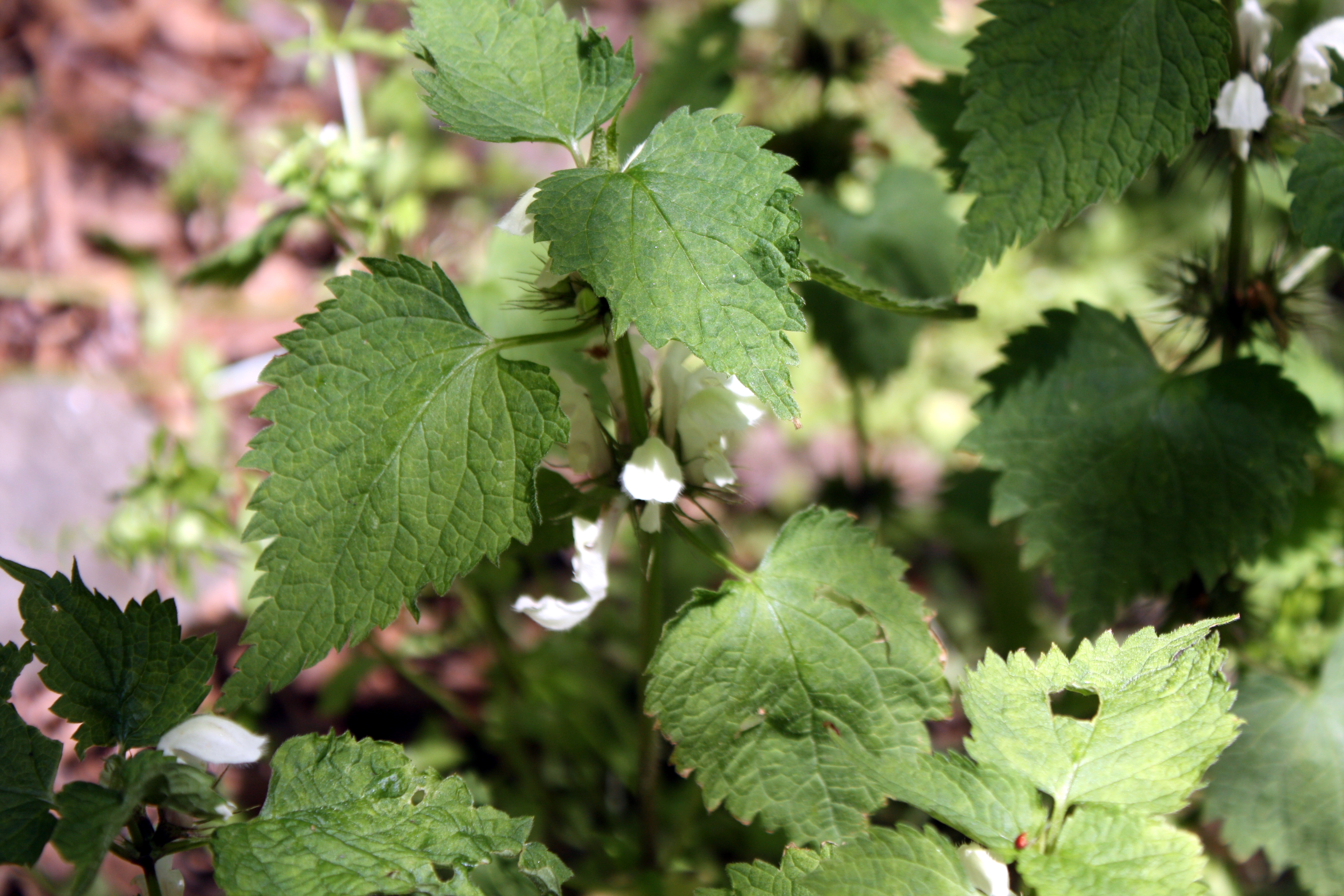
잎
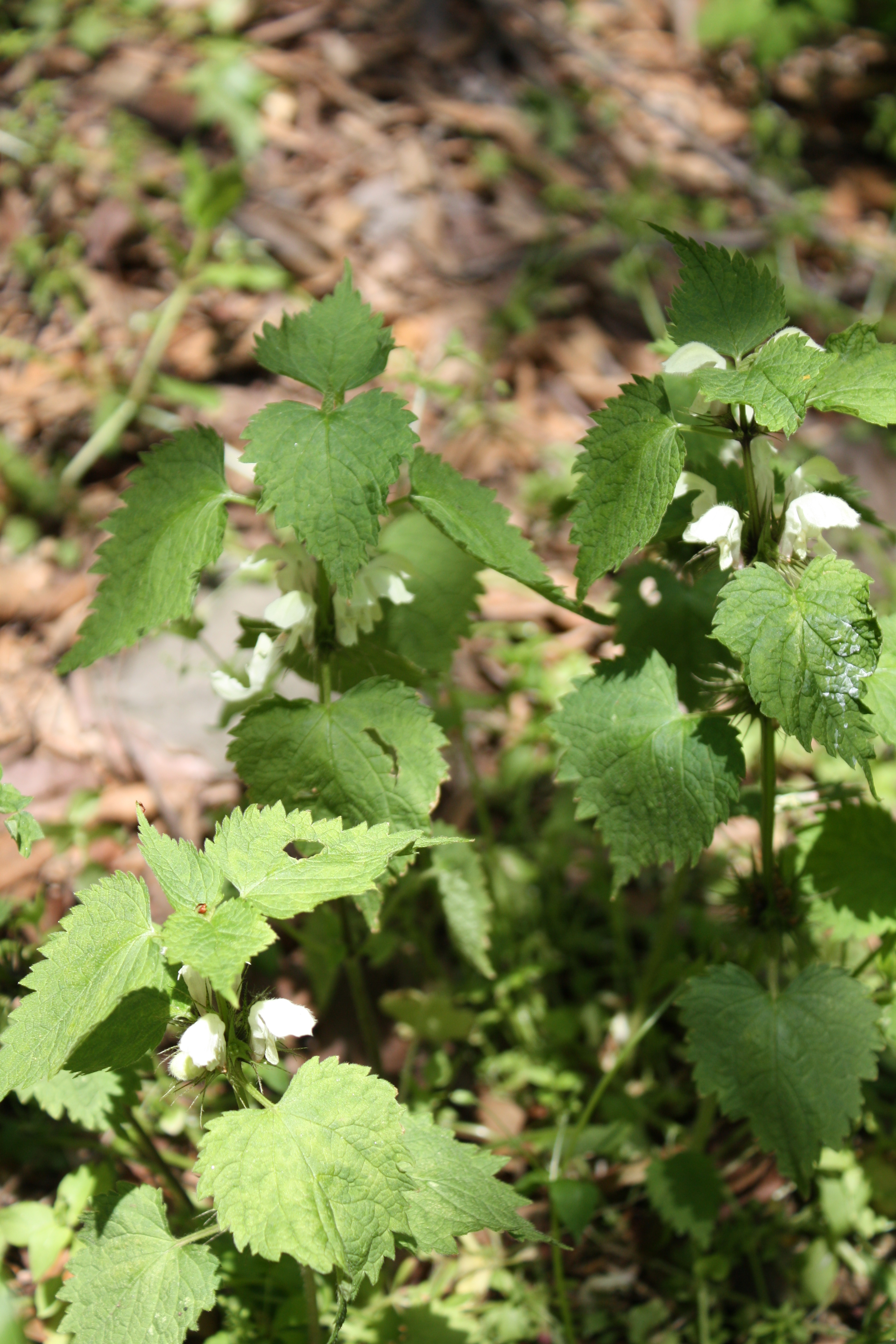
군락

## 참고 문헌
- 이 문서에는 다음커뮤니케이션(현 카카오)에서 GFDL 또는 CC-SA 라이선스로 배포한 글로벌 세계대백과사전의 내용을 기초로 작성된 글이 포함되어 있습니다.